# Chthonerpeton
Chthonerpeton is een geslacht van wormsalamanders (Gymnophiona) uit de familie waterbewonende wormsalamanders (Typhlonectidae). De wetenschappelijke naam van het geslacht werd in 1880 voorgesteld door Wilhelm Peters.
Met de in 2015 benoemde soort Chthonerpeton tremembe worden er negen soorten in het geslacht geplaatst. Van dit geslacht komen uitsluitend vertegenwoordigers voor in delen van Zuid-Amerika, te weten in Argentinië, Brazilië, Ecuador en Uruguay, en vermoedelijk ook in Paraguay.

## Soorten
- Chthonerpeton arii
- Chthonerpeton braestrupi
- Chthonerpeton exile
- Chthonerpeton indistinctum
- Chthonerpeton noctinectes
- Chthonerpeton onorei
- Chthonerpeton perissodus
- Chthonerpeton tremembe
- Chthonerpeton viviparum